# إيليزافيتا بريشينا
إيليزافيتا فكتوريفنا بريشينا (بالأوكرانية: Єлизавета Вікторівна Бризгіна) هي عدائة مسافات قصيرة أوكرانية ولدت في يوم 28 نوفمبر 1989 في مدينة لوهانسك في أوكرانيا، بريشينا هي ابنة العدائيين السوفيتيين أولغا بريشينا وفكتور بريشين، أبرز إنجازاتها هو إحرازها للميدالية البرونزية في دورة الألعاب الأولمبية الصيفية 2012 في لندن في سباق 4×100 تتابع مع الفريق الأوكراني، كما فازت مع الفريق بالميدالية الذهبية في بطولة أوروبا لألعاب القوى 2010 في برشلونة، وعلى الصعيد الفردي تمكنت من إحراز الفضية في سباق 200 متر في نفس الدورة، أفضل رقم شخصي لها في سباق ال100 هو 11.44 ثانية و22.44 ثانية في ال200 متر سجلتهما في بطولة أوروبا في يوليو 2010، في سنة 2013 أكتشف تعاطيها لمادة دروستانولون مما أدى لإيقافها من المنافسة لمدة سنتين.

## روابط خارجية
- إيليزافيتا بريشينا على موقع الاتحاد الدولي لألعاب القوى (الإنجليزية)
- إيليزافيتا بريشينا على موقع الدوري الماسي (الإنجليزية)
- إيليزافيتا بريشينا على موقع أوليمبيديا (الإنجليزية)